# Stazione meteorologica di Pescia
La stazione meteorologica di Pescia è la stazione meteorologica di riferimento relativa alla città di Pescia.

## Storia
Il primo osservatorio meteorologico di Pescia venne attivato nel 1878 presso il convento di Santa Maria Nuova e inserito nella rete di stazioni meteorologiche dell'Ufficio Centrale di Meteorologia; i dati registrati dall'osservatorio meteorologico vennero pubblicati in seguito anche negli annali idrologici del Compartimento di Pisa, redatti dal Ministero dei lavori pubblici. L'osservatorio meteorologico rimase attivo fino a metà degli anni cinquanta del Novecento.
Nel frattempo, a partire dal 1930, era stata attivata un'altra stazione meteorologica nel giardino dell'Istituto Tecnico Agrario che, dopo la definitiva chiusura dell'osservatorio, è rimasta l'unica stazione ufficiale in funzione presso il centro abitato di Pescia.

## Caratteristiche
La stazione meteorologica si trova nell'Italia centrale, in Toscana, in provincia di Pistoia, nel comune di Pescia, a 81 metri s.l.m. e alle coordinate geografiche 43°53′47.98″N 10°41′42.13″E.

## Dati climatologici 1961-1990
In base alla media trentennale di riferimento 1961-1990, la temperatura media del mese più freddo, gennaio, si attesta a 6,1 °C, mentre la temperatura media del mese più caldo, luglio, fa registrare il valore di 23,1 °C.
Le precipitazioni medie annue, attorno ai 1.200 mm e distribuite mediamente in 106 giorni di pioggia, presentano un minimo relativo in estate, un picco in autunno ed un massimo secondario tra l'inverno e la primavera.
L'umidità relativa media varia dal 61% di luglio al 78% di novembre e dicembre; mediamente, l'eliofania fa registrare un valore medio annuo di 4,5 ore giornaliere.
| PESCIA (1961-1990)                 | Mesi | Mesi | Mesi | Mesi | Mesi | Mesi | Mesi | Mesi | Mesi | Mesi | Mesi | Mesi | Stagioni | Stagioni | Stagioni | Stagioni | Anno  |
| PESCIA (1961-1990)                 | Gen  | Feb  | Mar  | Apr  | Mag  | Giu  | Lug  | Ago  | Set  | Ott  | Nov  | Dic  | Inv      | Pri      | Est      | Aut      | Anno  |
| ---------------------------------- | ---- | ---- | ---- | ---- | ---- | ---- | ---- | ---- | ---- | ---- | ---- | ---- | -------- | -------- | -------- | -------- | ----- |
| T. max. media (°C)                 | 9,8  | 11,6 | 14,2 | 18,0 | 22,4 | 26,4 | 29,8 | 29,4 | 25,7 | 20,9 | 14,4 | 10,6 | 10,7     | 18,2     | 28,5     | 20,3     | 19,4  |
| T. min. media (°C)                 | 2,4  | 3,2  | 4,9  | 7,4  | 10,8 | 14,0 | 16,4 | 16,2 | 13,8 | 10,3 | 6,5  | 3,3  | 3,0      | 7,7      | 15,5     | 10,2     | 9,1   |
| Precipitazioni (mm)                | 130  | 130  | 102  | 92   | 84   | 55   | 29   | 50   | 96   | 127  | 163  | 141  | 401      | 278      | 134      | 386      | 1 199 |
| Giorni di pioggia                  | 11   | 11   | 10   | 9    | 9    | 6    | 5    | 5    | 8    | 8    | 13   | 11   | 33       | 28       | 16       | 29       | 106   |
| Umidità relativa media (%)         | 75   | 74   | 71   | 69   | 67   | 66   | 61   | 63   | 68   | 72   | 78   | 78   | 75,7     | 69       | 63,3     | 72,7     | 70,2  |
| Eliofania assoluta (ore al giorno) | 2,7  | 3,0  | 4,0  | 4,4  | 4,9  | 5,1  | 6,9  | 7,2  | 6,0  | 5,1  | 2,6  | 2,2  | 2,6      | 4,4      | 6,4      | 4,6      | 4,5   |

## Temperature estreme mensili dal 1930 al 1998
Nella tabella sottostante sono indicate le temperature massime e minime mensili registrate periodo dal 1930 al 1998 dalla stazione meteorologica di Pescia situata presso l'Istituto Tecnico Agrario; la serie storica risulta lacunosa in alcuni mesi tra il 1944 e il 1945.
Nel periodo esaminato, la temperatura minima assoluta della serie storica esaminata è scesa a -13,0 °C l'11 gennaio 1985, mentre la temperatura massima assoluta ha toccato i +41,0 °C il 3 agosto 1947.
| PESCIA (1930-1998)    | Mesi         | Mesi        | Mesi        | Mesi        | Mesi        | Mesi        | Mesi        | Mesi        | Mesi        | Mesi        | Mesi        | Mesi        | Stagioni | Stagioni | Stagioni | Stagioni | Anno  |
| PESCIA (1930-1998)    | Gen          | Feb         | Mar         | Apr         | Mag         | Giu         | Lug         | Ago         | Set         | Ott         | Nov         | Dic         | Inv      | Pri      | Est      | Aut      | Anno  |
| --------------------- | ------------ | ----------- | ----------- | ----------- | ----------- | ----------- | ----------- | ----------- | ----------- | ----------- | ----------- | ----------- | -------- | -------- | -------- | -------- | ----- |
| T. max. assoluta (°C) | 19,2 (1949)  | 25,0 (1990) | 26,0 (1994) | 30,2 (1949) | 34,0 (1979) | 37,4 (1947) | 39,5 (1983) | 41,0 (1947) | 38,6 (1949) | 31,0 (1985) | 24,6 (1985) | 19,0 (1959) | 25,0     | 34,0     | 41,0     | 38,6     | 41,0  |
| T. min. assoluta (°C) | −13,0 (1985) | −9,3 (1956) | −6,8 (1949) | −1,2 (1970) | 1,0 (1962)  | 6,0 (1962)  | 9,0 (1954)  | 8,0 (1940)  | 5,0 (1971)  | −2,0 (1941) | −4,0 (1975) | −8,0 (1940) | −13,0    | −6,8     | 6,0      | −4,0     | −13,0 |